# First Division 1904-1905
La First Division 1904-1905 è stata la 17ª edizione della massima serie del campionato inglese di calcio, disputato tra il 1º settembre 1904 e il 29 aprile 1905 e concluso con la vittoria del Newcastle Utd, al suo primo titolo.
Capocannoniere del torneo è stato Arthur Brown (Sheffield Utd) con 22 reti.

## Stagione

### Novità
Quest'anno non ci furono retrocessioni in virtù dell'ampliamento del torneo a 20 squadre previsto per la stagione successiva.

## Squadre partecipanti
| Club              | Stagione | Città               | Stadio               | Stagione precedente                   |
| ----------------- | -------- | ------------------- | -------------------- | ------------------------------------- |
| Aston Villa       | dettagli | Birmingham          | Villa Park           | 5º posto in First Division            |
| Blackburn         | dettagli | Blackburn           | Ewood Park           | 15º posto in First Division           |
| Bury              | dettagli | Bury                | Gigg Lane            | 12º posto in First Division           |
| Derby County      | dettagli | Derby               | Baseball Ground      | 14º posto in First Division           |
| Everton           | dettagli | Liverpool           | Goodison Park        | 3º posto in First Division            |
| Manchester City   | dettagli | Manchester          | Hyde Road            | 2º posto in First Division            |
| Middlesbrough     | dettagli | Middlesbrough       | Ayresome Park        | 10º posto in First Division           |
| Newcastle Utd     | dettagli | Newcastle upon Tyne | St James' Park       | 4º posto in First Division            |
| Nottingham Forest | dettagli | Nottingham          | City Ground          | 9º posto in First Division            |
| Notts County      | dettagli | Nottingham          | Trent Bridge         | 13º posto in First Division           |
| Preston N.E.      | dettagli | Preston             | Deepdale             | 1º posto in Second Division, promosso |
| Sheffield Utd     | dettagli | Sheffield           | Bramall Lane         | 7º posto in First Division            |
| Sheffield Weds    | dettagli | Sheffield           | Hillsborough Stadium | 1º posto in First Division            |
| Small Heath       | dettagli | Birmingham          | Muntz Street         | 11º posto in First Division           |
| Stoke City        | dettagli | Stoke-on-Trent      | Victoria Ground      | 16º posto in First Division           |
| Sunderland        | dettagli | Sunderland          | Roker Park           | 6º posto in First Division            |
| Wolverhampton     | dettagli | Wolverhampton       | Molineux Stadium     | 8º posto in First Division            |
| Woolwich Arsenal  | dettagli | Londra              | Manor Ground         | 2º posto in Second Division, promosso |

## Classifica finale
|       | Pos. | Squadra           | Pt | G  | V  | N  | P  | GF | GS | Med   |
| ----- | ---- | ----------------- | -- | -- | -- | -- | -- | -- | -- | ----- |
|       | 1.   | Newcastle Utd     | 48 | 34 | 23 | 2  | 9  | 72 | 33 | 2.182 |
|       | 2.   | Everton           | 47 | 34 | 21 | 5  | 8  | 63 | 36 | 1.750 |
|       | 3.   | Manchester City   | 46 | 34 | 20 | 6  | 8  | 66 | 37 | 1.784 |
| [ 2 ] | 4.   | Aston Villa       | 42 | 34 | 19 | 4  | 11 | 63 | 43 | 1.465 |
|       | 5.   | Sunderland        | 40 | 34 | 16 | 8  | 10 | 60 | 44 | 1.364 |
|       | 6.   | Sheffield Utd     | 40 | 34 | 19 | 2  | 13 | 64 | 56 | 1.143 |
|       | 7.   | Small Heath       | 39 | 34 | 17 | 5  | 12 | 54 | 38 | 1.421 |
|       | 8.   | Preston N.E.      | 36 | 34 | 13 | 10 | 11 | 42 | 37 | 1.135 |
|       | 9.   | Sheffield Weds    | 33 | 34 | 14 | 5  | 15 | 61 | 57 | 1.070 |
|       | 10.  | Woolwich Arsenal  | 33 | 34 | 12 | 9  | 13 | 36 | 40 | 0.900 |
|       | 11.  | Derby County      | 32 | 34 | 12 | 8  | 14 | 37 | 48 | 0.771 |
|       | 12.  | Stoke City        | 30 | 34 | 13 | 4  | 17 | 40 | 58 | 0.690 |
|       | 13.  | Blackburn         | 27 | 34 | 11 | 5  | 18 | 40 | 51 | 0.784 |
|       | 14.  | Wolverhampton     | 26 | 34 | 11 | 4  | 19 | 47 | 73 | 0.644 |
|       | 15.  | Middlesbrough     | 26 | 34 | 9  | 8  | 17 | 36 | 56 | 0.643 |
|       | 16.  | Nottingham Forest | 25 | 34 | 9  | 7  | 18 | 40 | 61 | 0.656 |
|       | 17.  | Bury              | 24 | 34 | 10 | 4  | 20 | 47 | 67 | 0.701 |
|       | 18.  | Notts County      | 18 | 34 | 5  | 8  | 21 | 36 | 69 | 0.522 |

Legenda:
      Campione d'Inghilterra.
Regolamento:
Due punti a vittoria, uno a pareggio, zero a sconfitta.
A parità di punti le squadre venivano classificate secondo il quoziente reti.

## Risultati

### Tabellone
|                   | Ast  | Bir  | Bla  | Bry  | Der  | Eve  | MaC  | Mid  | New  | NmF  | NtC  | Pre  | ShU  | ShW  | Sto  | Sun  | Wol  | Woo  |
| ----------------- | ---- | ---- | ---- | ---- | ---- | ---- | ---- | ---- | ---- | ---- | ---- | ---- | ---- | ---- | ---- | ---- | ---- | ---- |
| Aston Villa       | –––– | 2-1  | 3-0  | 2-0  | 0-2  | 1-0  | 3-2  | 0-0  | 0-1  | 2-0  | 4-2  | 1-2  | 3-0  | 0-2  | 3-0  | 2-2  | 3-0  | 3-1  |
| Birmingham        | 0-3  | –––– | 2-0  | 5-0  | 2-0  | 1-2  | 3-1  | 2-1  | 2-1  | 1-2  | 1-2  | 2-0  | 2-0  | 2-1  | 0-1  | 1-1  | 4-1  | 2-1  |
| Blackburn         | 4-0  | 1-4  | –––– | 0-2  | 3-1  | 1-0  | 3-1  | 0-2  | 2-0  | 0-0  | 1-0  | 1-1  | 2-4  | 0-1  | 4-0  | 2-1  | 3-0  | 1-1  |
| Bury              | 2-3  | 1-1  | 0-2  | –––– | 2-0  | 1-2  | 2-4  | 1-0  | 2-4  | 5-1  | 2-0  | 0-1  | 7-1  | 1-4  | 3-1  | 1-0  | 3-1  | 1-1  |
| Derby County      | 0-2  | 3-0  | 1-1  | 3-2  | –––– | 1-2  | 0-1  | 4-2  | 1-1  | 3-2  | 1-1  | 3-1  | 2-3  | 1-0  | 3-0  | 1-0  | 2-1  | 0-0  |
| Everton           | 3-2  | 2-1  | 1-0  | 2-0  | 0-0  | –––– | 0-0  | 1-0  | 2-1  | 5-1  | 5-1  | 1-0  | 2-0  | 5-2  | 4-1  | 0-1  | 2-1  | 1-0  |
| Manchester City   | 2-1  | 2-1  | 2-1  | 3-2  | 6-0  | 2-0  | –––– | 3-2  | 3-2  | 1-1  | 2-1  | 6-1  | 1-1  | 1-1  | 1-0  | 5-2  | 5-1  | 1-0  |
| Middlesbrough     | 3-1  | 0-1  | 2-1  | 2-2  | 2-0  | 1-0  | 0-1  | –––– | 0-3  | 0-0  | 2-5  | 1-1  | 0-1  | 1-3  | 2-1  | 1-3  | 3-1  | 1-0  |
| Newcastle         | 2-0  | 0-1  | 1-0  | 3-1  | 2-0  | 3-2  | 2-0  | 3-0  | –––– | 5-1  | 1-0  | 1-0  | 1-1  | 6-2  | 4-1  | 1-3  | 3-0  | 3-0  |
| Nottingham Forest | 1-1  | 0-2  | 5-2  | 5-1  | 0-1  | 0-2  | 2-1  | 1-1  | 1-3  | –––– | 2-1  | 0-1  | 1-2  | 2-1  | 0-1  | 2-3  | 2-2  | 0-3  |
| Notts County      | 1-2  | 0-0  | 2-1  | 0-1  | 0-0  | 1-2  | 1-1  | 0-0  | 0-3  | 1-2  | –––– | 1-3  | 1-5  | 2-2  | 0-0  | 2-2  | 3-4  | 1-5  |
| Preston N.E.      | 2-3  | 2-2  | 0-0  | 0-0  | 2-0  | 1-1  | 0-1  | 2-0  | 1-0  | 0-1  | 3-1  | –––– | 4-0  | 1-0  | 2-1  | 3-1  | 2-2  | 3-0  |
| Sheffield Utd     | 0-3  | 2-1  | 3-1  | 4-0  | 3-1  | 1-0  | 0-3  | 0-1  | 1-3  | 4-0  | 2-1  | 1-0  | –––– | 4-2  | 5-2  | 1-0  | 4-2  | 4-0  |
| Sheffield Weds    | 3-2  | 3-1  | 1-2  | 4-0  | 1-1  | 5-5  | 2-1  | 5-0  | 1-3  | 2-0  | 1-0  | 2-0  | 1-3  | –––– | 3-0  | 1-1  | 4-0  | 0-3  |
| Stoke City        | 1-4  | 1-0  | 4-0  | 2-0  | 1-2  | 2-2  | 1-0  | 3-1  | 1-0  | 0-0  | 0-2  | 1-1  | 2-1  | 2-1  | –––– | 1-3  | 2-1  | 2-0  |
| Sunderland        | 2-3  | 1-4  | 2-1  | 2-1  | 3-0  | 2-3  | 0-0  | 1-1  | 3-1  | 1-0  | 5-0  | 3-2  | 2-1  | 3-0  | 3-1  | –––– | 3-0  | 1-1  |
| Wolverhampton     | 1-1  | 0-1  | 2-0  | 2-0  | 2-0  | 0-3  | 0-3  | 5-3  | 1-3  | 3-2  | 3-1  | 0-0  | 4-2  | 1-0  | 1-3  | 1-0  | –––– | 4-1  |
| Woolwich Arsenal  | 1-0  | 1-1  | 2-0  | 2-1  | 0-0  | 2-1  | 1-0  | 1-1  | 0-2  | 0-3  | 1-2  | 0-0  | 1-0  | 3-0  | 2-1  | 0-0  | 2-0  | –––– |